# Richard Serra
Richard Serra (ur. 2 listopada 1938 w San Francisco, zm. 26 marca 2024 w Orient) – amerykański artysta, rzeźbiarz.

## Życiorys
Serra urodził się w San Francisco w Kalifornii jako syn Tony'ego i Gladys Serra – drugiego z trzech synów. Jego ojciec był Hiszpanem z Majorki, a matka Rosjanką mieszkającą w Odessie. Kształcił się na Uniwersytecie Kalifornijskim w Berkeley i w Santa Barbara (1957–1961), gdzie uzyskał tytuł BA w dziedzinie literatury, następnie studiował malarstwo na Uniwersytecie Yale (1961–1964). Podczas studiów współpracował z Josefem Albersem przy jego publikacji Interaction of Color. W połowie lat 60. XX w. uzyskał stypendium na podróż do Paryża, gdzie wielokrotnie odwiedzał zrekonstruowaną pracownię Constantina Brâncuși w Musée National d’Art Moderne, następnie wyjechał dzięki stypendium Fulbrighta do Florencji. Jego pierwsza wystawa indywidualna odbyła się w 1966 roku w Rzymie.

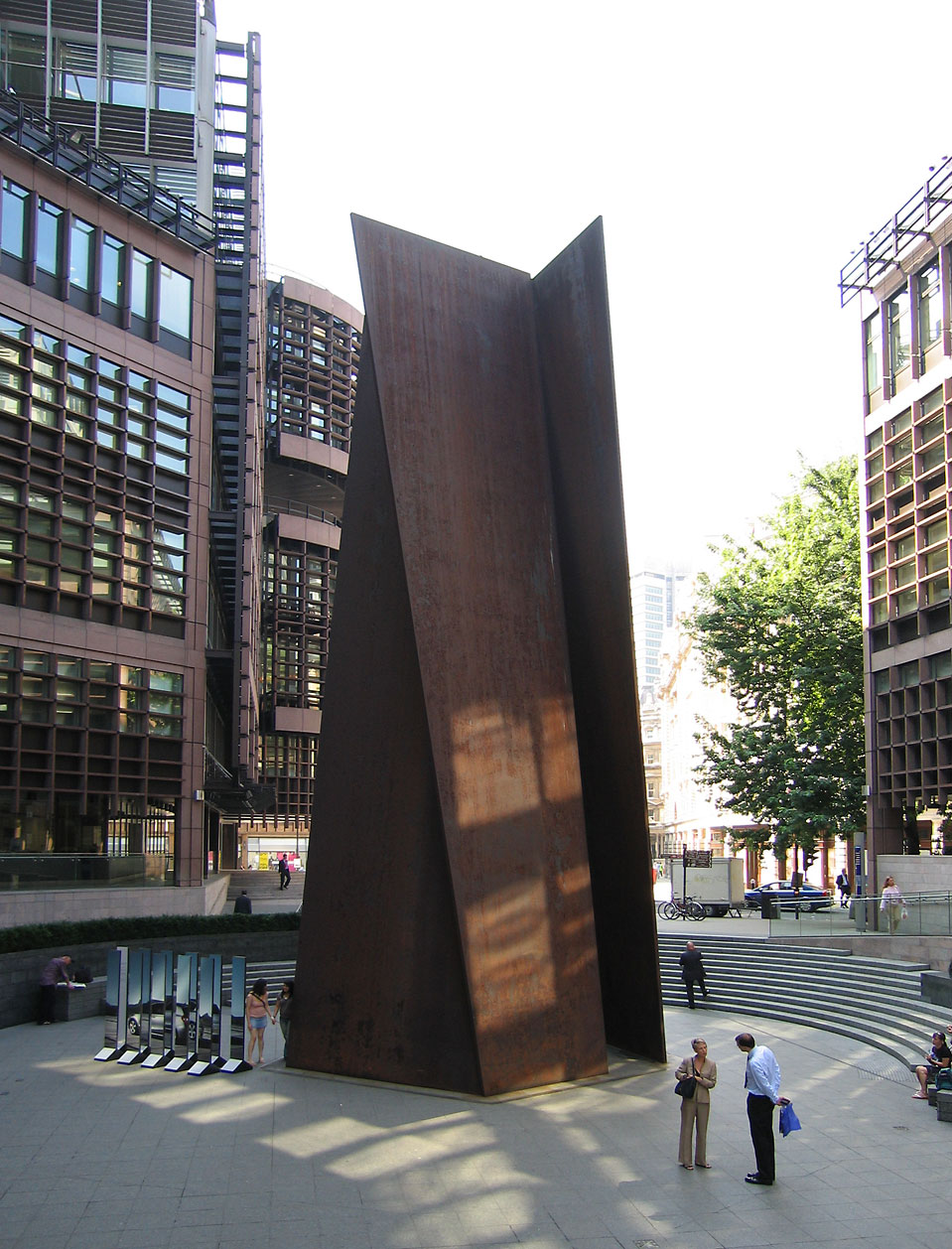
Praca Fulcrum (1987) w Londynie

W 1966 roku osiadł w Nowym Jorku, gdzie do jego kręgu przyjaciół należeli Carl Andre, Walter De Maria, Eva Hesse, Sol LeWitt i Robert Smithson. Tego samego roku przy tworzeniu rzeźb zaczął wykorzystywać nietypowe materiały, takie jak włókno szklane, czy kauczuk. W 1968 roku zaczął prezentować prace u Leo Castelliego.

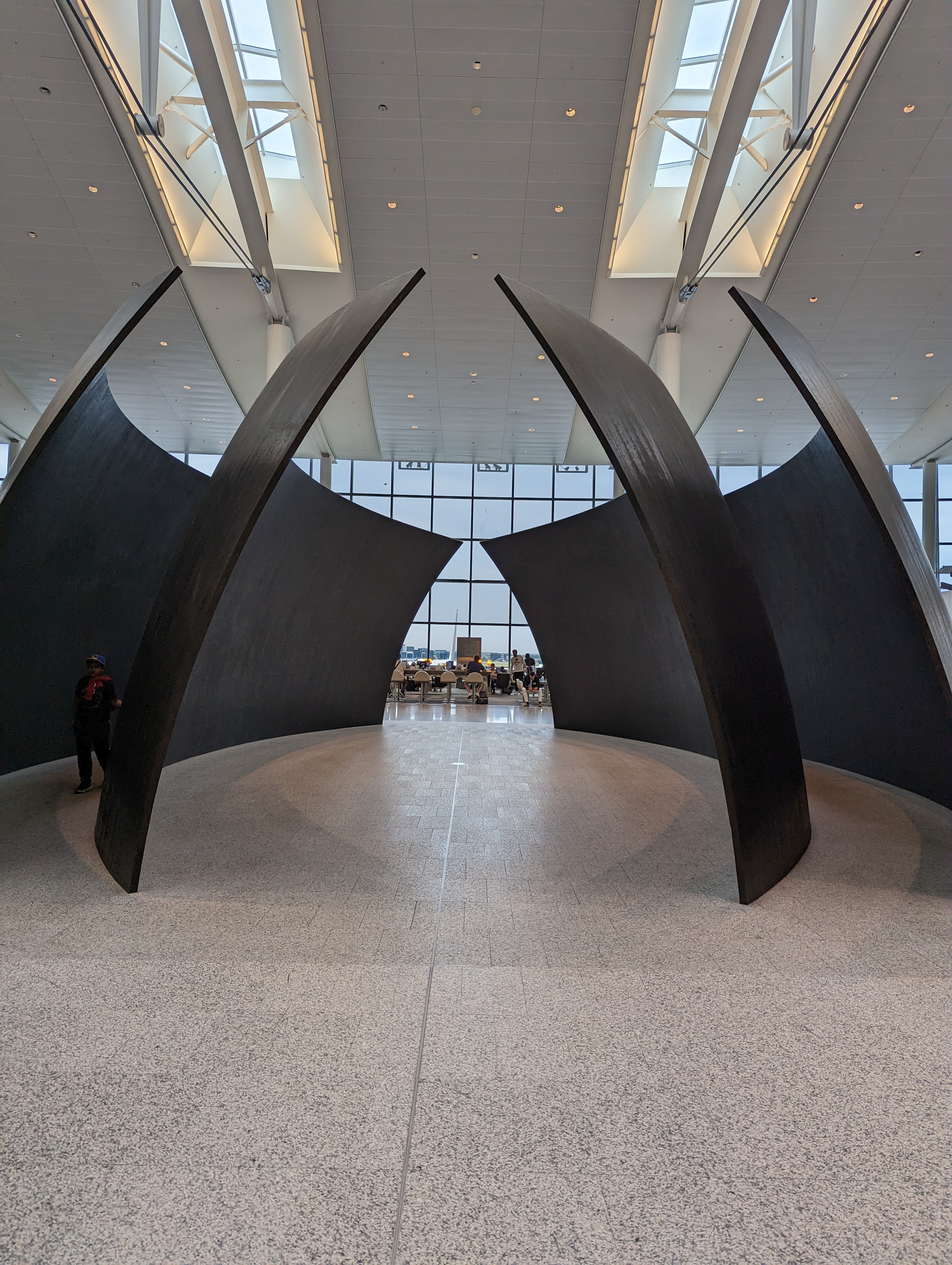
Rzeźba Richarda Serry na lotnisku w Toronto.

Wystawy indywidualne Serry odbyły się w m.in. Stedelijk Museum, Museum Boijmans Van Beuningen, Centre Georges Pompidou, czy w Muzeum Narodowym Centrum Sztuki Królowej Zofii. Jego prace znajdują się w zbiorach m.in. Muzeum Guggenheima w Bilbao.
Mieszkał i tworzył w Nowym Jorku. W 2002 odznaczony został Pour le Mérite za Naukę i Sztukę. Zmarł 26 marca 2024 roku w swoim domu w Orient, w stanie Nowy Jork.

## Twórczość
Pod koniec lat 60. stworzył m.in. cykl Splash, w którym rozpryskiwał stopiony ołów w szpary i przestrzenie między podłogą a ścianą, czy cykl Prop, w którym poszczególne elementy rzeźb nie zostały zespawane czy przyczepione, a jedynie balansowały dzięki swemu ciężarowi i sile grawitacji. W tym samym czasie zaczął tworzyć także krótkie filmy, a na początku lat 70. eksperymentował z wideo. W 1970 roku wspierał Roberta Smithsona przy tworzeniu Spiralnej grobli, choć sam preferował działania w przestrzeniach zurbanizowanych.

### Ważniejsze prace
- To Encircle Base Plate Hexagram, Right Angles Inverted (1970) – okrągła rzeźba, wbudowana w drogę między Saint Louis Art Museum a parkiem Art Hill. Dzieło składa się z dwóch identycznych stalowych półokrągłych elementów – jednego ustawionego pionowo, drugiego odwróconego. Na pionowej połowie okręgu płyta jest zakopana pod chodnikiem, podczas gdy na odwróconej połowie płyta znajduje się równo z powierzchnią drogi. Tytuł tej rzeźby zarówno opisuje jej formę, jak i sugeruje cele, które ma osiągnąć: otaczać, zawierać i definiować przestrzeń. „Base Plate” odnosi się do zamkniętego chodnika jak do stalowej płyty. „Hexagram” opisuje sześć powierzchni rzeźby: zewnętrzną i wewnętrzną stronę zewnętrznego pasa oraz górną i dolną część każdej z dwóch płyt. „Odwrócone kąty proste” wskazują na położenie pionowych i odwróconych pasm w kształcie litery L. Rzeźba ta, będąca pierwszym publicznym dziełem sztuki Richarda Serry w Stanach Zjednoczonych, została pierwotnie zainstalowana na Bronxie w Nowym Jorku w latach 1970-1972. Artysta chciał, aby widzowie chodzili i jeździli nad dziełem[7].

- Tilted Arc (1981) – ogromna blaszana konstrukcja w kształcie łuku została postawiona w poprzek Federal Plaza na Manhattanie. Rzeźba została źle przyjęta przez mieszkańców Nowego Jorku i zdemontowana po kilku miesiącach. Chłodne przyjęcie było naturalną konsekwencją artystycznych decyzji autora. Rdzewiejąca rzeźba była chłodna w wymowie i utrudniała codzienną drogę do pracy Nowojorczykom. Zupełnie inny pomnik od klasycznych rozwązań miał nawiązywać właśnie do obojętnego mijania się anonimowych ludzi na placu[4].
- The Matter Of Time (1997) – cykl ośmiu rzeźb zaprezentowanych w Guggenheim Museum w Bilbao[4].